# キッチン戦隊クックルン (4代目)
キッチン戦隊クックルン (4代目)では、テレビ番組『ゴー!ゴー!キッチン戦隊クックルン』のうち、4代目のキッチン戦隊クックルンが登場する2019年度と2020年度の内容について記載する。

## あらすじ
ある日突然「キッチン戦隊クックルン」に変身した3人の小学生、アユ・コムギ・フキノスケ達が、地球の平和を守るため料理のおいしさパワーで悪の軍団と戦う。—NHK番組表 説明文
特別な才能を持った子供を集めた小学校「べつのばらスーパースクール」の新入生となったアユ、コムギ、フキノスケの3人は、登校初日の放課後にアユが学校裏で見つけたという「しるみそ商店」を訪れる。3人はそこで小瓶に入った光るグミを発見するが、直後に現れた「怪人」に襲われそうになる。その時、先ほど見つけたグミが3人の口内に飛び込み、3人は「キッチン戦隊クックルン」に変身してしまう。変身後に迷い込んだキッチンで出会った自称「天才発明家」のレオンに促されるがままに料理を作り食べた3人は、不思議な力を得て怪人を撃退する。その直後に現れたしるみそ商店の店主・キヌからクックルンが料理の力で怪人を倒すヒーローであること、クックルンになったことは誰にも知られてはいけないということを告げられた3人は、地球の平和を守るため怪人と戦うことを決意する。

## 登場人物

### キッチン戦隊クックルン
メンバー間に血縁者が存在しないのはシリーズ初となる。2020年度4話でモメンが加入した。下段に太字で示したのは、モメンを除く3人がマジカルキッチンラボ内で自己紹介をした際のセリフである。
アユ
声・演 - 川瀬翠子
北海道出身の少女で、「世の中ノリで渡る」がモットーの元気なお調子者。「100%了解です」が口癖。何が起きても動じない度胸とひらめきが武器。怪人が出題するクイズに独特な解答で正解することもある。目を開けて眠る癖がある。変装して地球の偵察に来たクヨッペンたちを敵と知らずに利用することがある。実家は豪邸のように見えるが実はハリボテで、実際に住んでいるのは小屋の方。2020年度では、2019年度に比べてクックルンのセンターとして成長した面も見せている。
「100%了解です！ 世の中ノリだけで渡る気満々！ アユです！」
コムギ
声・演 - 垂水文音
高知県出身の少女。好奇心旺盛で状況を楽しもうとする順応性の高さを持つ一方、照れ屋の一面も持つ。味にうるさく料理に自信がある。ちゃっかりしているが、少しおっちょこちょい。時としてレオンをからかうような言動も見せることも。
「溢れる気持ちは好奇心！ 味にはうるさい冒険少女！ 私はコムギ！」
フキノスケ
声・演 - 森田拳
東京都出身の、本好きな物知り少年。特に魚類の知識が豊富で、暇さえあれば深海魚図鑑を眺めている。慎重な性格で、怖いものが大の苦手。記憶力の高さで調べごとに力を発揮する。ナスが「バリバリ苦手」。
コーナー「フキノスケのホップ！ステップ！スイーツ！」を担当する際には、「アラザン・フキノスケ」を名乗る。アユやさばぞうからはたまに「フッキー」というあだ名で呼ばれている。
「図鑑が友だち！ 探究心で何でも調べる！ ボクはフキノスケ！」
モメン
声・演 - 平祐奈
アユたちがクックルンに変身する前に地球で活動していたクックルンで、キヌの教え子。ある日、キヌに「宇宙には地球同様、怪人の嫌がらせに悩まされている星があるはずだ。その星を救ってほしい。もし何かあった時は私が絶対に助ける。」と言われ宇宙へと旅立つが、それから暫くしてキヌの元にSOSを送ったのち行方不明となっていた。その後、自身を助けてくれなかったキヌを裏切り者と思い込み悪の心に堕ちてしまい、2019年度81話で巨大ロボットに乗り込みべつのばら村に襲来するが、善の心が悪の心に打ち勝ったことで元に戻った。
べつのばらスーパースクールには教育実習で来たことがあり、2020年度はべつのばらスーパースクールの教師を務めている。担当教科は体育、家庭科、音楽、国語。1度寝るとなかなか起きない上に寝相も悪く、寝返りを打っただけで森の奥や高山の頂上、クジラの体内に行ってしまったことがある。

### 協力者
キヌ
声 - 恒松あゆみ
しるみそ商店を経営する老婦人。愛想は悪いが、悪人ではない。べつのばらスーパースクールの理事長も務める。しるみそ商店に「いらっしゃいませ～」と言いながら入るアユに対しては、毎回「それは私のセリフだ」と返している。カメレオンの「カメ太郎（命名はアユ）」といつも一緒にいる。
レオン
演 - 吉村駿作
マジカルキッチンラボにて謎の研究を続けている発明家。実写パートにて、クックルンのサポート役を務める。天才を自称しているが、ドジな性格で発明品はイマイチなものばかり。その正体はカメ太郎のマジカルキッチンラボでの姿。また、モメンの弟でもある。ニンジンが苦手。
しらべタイムズ編集長・レオン
週刊しらべタイムズの編集長。口髭を生やし赤鉛筆を左耳に挟み、ネクタイとサスペンダーを身につけている。
ガジェット番長
「食にまつわる様々な道具に精通したすごいお兄さん」で、学ランの裏には台所用品が入っている。アユもかなり憧れているようで、ミニ番長になったほどである。

### べつのばらスーパースクールE組
アユ、コムギ、フキノスケが所属するクラス。

#### 生徒
さばぞう
声 - 金光宣明
足が速い少年。口調は関西弁。卒業後は警察官になることを決意する。
もちお、あんこ
声 - 白石兼斗（もちお）、長谷美希（あんこ）
歌が得意な兄妹。もちおが兄で、あんこが妹。口調は広島弁。卒業後は歌手デビューを目指す。
アロエ
声 - 竹内恵美子
学級委員の少女。説教をすることが多いが、わがままな面もある。英語まじりで会話をする。卒業後は日本初の女性の内閣総理大臣になることを目指す。
クルン
声 - 森千晃
怪我の応急処置が得意な少年。本名はタイの首都の正式名称と同じ。看護師に憧れており、卒業後は看護師になるための勉強をする。
しじみ / シジミーグレイト
声 - 佐野愛
長い前髪で片目を隠した少女。常に他者の声をそっくりに真似しながら話す。普段はさばぞうの声を使用している。正体はコレクターXによって闇堕ちしたシェルフィッシュ星のヒーロー・シジミーグレイト。キヌを監視するために地球に送り込まれ、べつのばらスーパースクールにスパイとして潜入していた。自身の声で話せないのはスパイだとバレてしまうためであった。キヌのワープ装置を壊し、メロディアスにモメンの作戦を密告した張本人でもある。
2020年度第80話でメロディアスに捕らえられたアユたちの前に現れ正体を明かし、彼女たちをコレクターXの元に連行しようとするが、モメンにより阻止され善の心を取り戻した。コレクターXが倒された後は、クラスメイトたちを騙した罪悪感からコレクターXの宇宙船に残ろうとするが、クラスメイトたちの後押しでともに地球へと戻った。卒業後は自身の宇宙船で故郷の星へと帰っていった。

#### 教師
しなもん先生
声 - 太田哲治
E組の担任。本名はしながわ もんざえもん。

### クックルンの家族
アユのパパ
声 - 金光宣明
べつのばらスーパースクールに馬でやって来た。ノリが非常に良い。
アユのママ
声 - 森千晃
べつのばらスーパースクールにハンググライダーのような不思議な空飛ぶ乗り物でやって来た。アユのパパに負けず劣らずのノリの良さを見せたが、アユに言わせればこれでいつもより控え目な方らしい。
麦太（むぎた）、麦助（むぎすけ）、麦蔵（むぎぞう）
声 - 竹内恵美子（麦太）、新田早規（麦助）、長谷美希（麦蔵）
コムギの三つ子の弟。
麦之進（むぎのしん）
声 - 酒巻光宏
コムギの父。コムギの弟達によれば、料理の腕前はコムギより下らしい。
フキノスケの父
声 - 神尾晋一郎
職業は医者。フキノスケを医者にさせるため医者の学校に入れるつもりだったが、入学から1年経っても成長が見られないようなら諦めて医療の道へ進むという条件で、仕方なくべつのばらスーパースクールへの入学を認めていた。2020年度52話で入学から1年経っても成長が見られなかったフキノスケを退学させようとするが、同年度54話で彼に説得され諦めた。

### 宇宙平和委員会
コレクターX
声 - 太田哲治
宇宙平和委員会の会長で、本作のラストボス。メロディアスからは「この宇宙の平和を愛する素晴らしいお方」と評価されている。しかし、旅行中のクヨッペン夫妻の宇宙船にあおり運転を仕掛けた上にイラッキンを縛り上げたメロディアスを咎めるどころか「早く地球に行くぞ」と命じたばかりか、直後にキヌを攫いに行ったりと、実際の言動はその評価とは大きく乖離している。表向きは「ヒーローを集めて宇宙の平和を守る」ことを掲げているが、実際はヒーローの悪の心を増幅させて闇堕ちさせ、宇宙の支配に加担させている。その正体は宇宙平和委員会の拠点の宇宙船に内蔵されている人工知能であり、実体はない。
2020年度第83話で自身の部屋に辿り着いたクックルンたちの前に現れ、コムギ、フキノスケ、モメンを捕まえた後、アユに彼女の悪の心「ダークアユ」を差し向けるも、まんぷくビームの撃ち合いを制したアユに敗れた。その後は自爆装置を起動させ、自身も爆発に巻き込まれて消滅した。
メロディアス
声 - 長谷美希
コレクターXにより闇堕ちさせられたヒーロー。手にしたハープを奏でることで、相手を拘束できる技「メロディアスハーモニー」を繰り出せる。アユたちがコレクターXの宇宙船に乗り込んだ際に、モメンが考えた待ち伏せ作戦をしじみから聞き、アユたちを難なく捕まえた。コレクターXが倒された後はクックルンたちの宇宙船を壊して道連れにしようとしたが、直後にクヨッペンの体当たりで吹き飛ばされ、その後は消息不明。

### その他の登場人物
アユミ
声 - 川北のん
北海道のアユの実家の隣に住む少女。体が弱かったが、アユに励まされていた。本来べつのばらスーパースクールに入るはずだったが、アユが合格通知を間違って受け取ってしまったため入学できなかった。

### 番組外からのゲスト出演者
IKKO
声 - IKKO
2019年度61話 - 64話に登場。
マーヴェラス西川
声 - 西川貴教
2019年度76話 - 79話に登場。『天才てれびくんYOU』からのゲスト出演。キヌの知人で、彼女の頼みでクックルンに地球の脅威に対抗するためのトレーニングを課した。
フィッシャーズ（シルクロード、マサイ、ンダホ）
声 - フィッシャーズ
2020年度53話・54話に登場。

### 3代目クックルン
2020年度36 - 39話に登場。37話ではアユとアズキ、38話ではコムギとマロンがマジカルキッチンラボで調理を行った。

## クックルンについて

### 変身時の名乗り
名乗る順に記載。名乗りが終わると、前作同様全員で「笑顔のレシピでパワーアップ！キッチン戦隊クックルン！」と言う。
- アユ：「（GROW UP! メイク ビルディング）クックルンレッド、わたしはアユ！ 」
- コムギ：「（MOVE UP! パワー エネルギー） クックルンイエロー、わたしはコムギ！」
- フキノスケ：「（TUNE UP! ガード ディフェンス）クックルングリーン、ぼくはフキノスケ！」
- モメン：「（CHEER UP![注釈 3] サポート ハーモニー）クックルンホワイト、私はモメン！」

### 必殺技
クックルンの必殺技
まんぷくビーム
アユたち3人がマジカルキッチンラボでパワーチャージすることで放てる必殺技。マーヴェラス西川のトレーニングを受けて以降は、「まんぷく（マーヴェラス）ビーム」にパワーアップしている。
スーパーまんぷくビーム
モメンが加わることで放てるまんぷくビーム。
個人の必殺技
2019年度34話において、キヌが「クックルンの必殺技には、誰が変身してもクックルンなら出せるクックルン伝統の必殺技と、その人ならではのオリジナルの必殺技の2種類がある」と説明している。以下では、前者と考えられる（先代のクックルンも使用していた）必殺技に〇、後者と考えられる必殺技に●の印を併記する。
アユの必殺技
レッドアユちゃんパワー（●）
赤い魚型の物体を作り出し、それを怪人の体内に放り込み膨らませる。2019年度3話でアユが「適当になんかやってみる」と言って出した。怪人のパラシュートにぶつけて穴を開けたりと、飛び道具としても扱える。初登場時には連続での使用はできなかったが、同年度52話では連射できるようになっていた。
ダイドコロジーZ（〇）
「変われ、自分！」と叫び、台所用品に変身する。2019年度34話でキヌに教えられ習得した。変身のレパートリーは鍋、包丁、フォークなどの定番の台所用品から、ミートハンマーのようなものまで様々。また、ボウルやトレイに変身して、コムギやフキノスケを守ることもある。
コムギの必殺技
コムギパウダー（●）
怪人を小麦粉まみれにする。2019年度42話でコムギの弟たちによって考案され、同年度47話でアユとフキノスケの前で初めて披露した。同年度82話では、モメンの悪の心が操る巨大ロボットが放ったパンチに向けて使われ、クックルンへの直撃を回避している。
ワンダーグルテンボール（●）
2020年度54話で初登場。大きな白い球体を作り出し、それを投げて怪人にぶつける。同年度81話では連発できるようになっていた。
フキノスケの必殺技
ファニーフェイス（●）
2019年度6話で初登場。「プギャ～」と言いながら変顔をし、怪人を怖がらせる。作中でその顔が描写されることはない。同年度43話では怪人を怖がらせただけでなく、アロエを卒倒させてしまった。2020年度54話では「ファニーフェイス2」が登場したが、アユとコムギに「いい加減に変顔から離れた方がいい」と言われてしまっている。
マジカルグリーンカーテン（●）
2020年度81話の１回のみ登場。緑色に光るシールドを展開し、敵の攻撃から仲間を守る。ファニーフェイスだけでは格好がつかないという理由で、密かに練習をして習得した。
モメンの必殺技
ホワイトオーロラセレブレーション（●）
2020年度3話で初登場。怪人がずっと入っていたくなる白い光を降らせる。
ダイドコロジーZ（〇）
「変われ、自分！」と叫び、台所用品に変身する。モメンの使用は2020年度43話が初めて。

### 重要な設定
クックルンになれるグミ
食べることでクックルンに変身できる光るグミ。しるみそ商店の奥の机に置いてあった。そう遠くない昔から地球人に嫌がらせをしている怪人に対抗できるヒーローを作るべく、キヌがモメンとともに研究を重ね開発した。

### 正体の取り扱い・変身について
正体は「学校の友達であろうが家族であろうが知られてはいけない」と、2019年度3話でキヌが伝えている。また、変身についても「クックルンが変身して良いのは怪人が現れてから」と、2020年度2話でキヌが言及している。なお、正体は状況証拠の積み上げによりクラスメイトに見抜かれていたことが2020年度82話で明かされた。

## 用語
べつのばらスーパースクール
アユ、コムギ、フキノスケの3人が入学した、特別な才能を持った子供を集めた全寮制の小学校。外観は実在する学校をモデルにしている。
べつのばら寮
べつのばらスーパースクールに併設された学生寮。2人で1部屋を使用する。アユはコムギ、フキノスケはさばぞうと相部屋である。
しるみそ商店
キヌがべつのばらスーパースクールの近くで経営する店。クックルンになれるグミが置いてあった。
ぱにゃにゃんだー
4代目ではアユが「バスコ田ガマ子」を名乗り学級担任になりすまし、この学校の挨拶と称して使ったのが初出。ポーズは3代目以前のものから変更されている。
マジカルキッチンラボ
レオンが日夜研究を続けているラボ。キッチンが併設されており、クックルンがここで料理をすることで怪人を倒すためのパワーをチャージできる。
アユのキラッとひらめき
実写パート中に、アユがひらめいたアイディアを料理に取り入れる。
コムギのキーポイント
実写パート中に、ちょっとしたポイントをコムギが教える。

## レオンの発明品
ミスカスコープ
これで見た食べ物に関する知りたいことを「まるっと」見透かせる。レオン曰く「最高傑作」で、発明品の中でも使用頻度が高い。主にフキノスケが使用している。
タイムスリップリモコン
対象物の時間を任意に進められる。進められる時間は最短で1分、最長で60年。単位の合わせ間違いには注意が必要。
AIクックルン
クックルンのホログラムを映し出せるほか、搭載されたAIがおすすめレシピを教えてくれる。質問していないのに自ら指示するなど、AIが自ら学習することもある。性格は本物と少々異なる。初登場時は誤作動を起こしやすかったが、再登場時に改善された。
なんでもZENRYOKU SLOT
このスロットを回して揃った3つの言葉をなんでも全力でやりたくなる。

## 放送内容について

### 各曜日ごとの放送内容
月曜日から水曜日
アニメパートの戦隊もののストーリーに絡めながら、実写パートで料理の作り方を紹介していく。2020年度36、53話は、前半が実写パートで後半がアニメパートであった。同年度76話は「ダンスdeクックルンSP」のため、全編が実写で放送された。
木曜日
前半がアニメパートで、後半が実写パート。後半は主に食べ物に関するクイズが出題される。
金曜日
「週刊しらべタイムズ」を放送している。2020年度80話は、前半が実写パートで後半がアニメパートだった。

### 各種コーナー
レオンのべつばらQ
レオンが料理や食材に関する問題を出題し、クックルンの3人のうちの1人が解答する。
きょうのおかわり
作った料理のリメイクなどを紹介する。基本的にクックルンの3人のうちの1人とレオンで進行。
クックルンチャレンジ
いろいろなチャレンジを通して料理のおいしさを楽しく発見する。
週刊しらべタイムズ
クックルンが新聞記者となり日本のおいしい食べ物にまつわる秘密を調査しスクープする。
みんなのおたよりラボ
視聴者から届いたお便りを紹介する。
アユのアーユ→チャレンジ
アユが料理に関する様々なことに挑戦する。監修はコムギ。
あつまれ！スマイルレシピ
視聴者が作った料理を再現する。
フキノスケのホップ！ステップ！スイーツ！
スイーツ男子のフキノスケがスイーツ作りに挑戦する。
午後のヒットスタジオ
これまでに流れたクッキンソングを紹介する。
解決！コムギでよければよろこんで
コムギが視聴者の悩みを解決する。2019年度21話では、アユとフキノスケの進行のもと行われた。
モメンのサポートしましょ
余った食材の活用法、調理器具の意外な使い方、オシャレなアイディア料理の作り方などの様々なサポート情報をモメンが教える。

## 主題歌
「アーユーレディ？キッチン戦隊クックルン」
川瀬翠子、垂水文音、森田拳によるオープニングテーマ。作詞は得能律郎、作曲は馬渕直純。
「負けるな！ふんばれ！クヨッペン」
皆川猿時、七緒はるひによるエンディングテーマ。作詞は竹村武司、作曲は福井洋介。
「はるかなるぐんぐん」
べつのばらスーパースクールE組一同によるエンディングテーマ。作詞は竹村武司、作曲は得能律郎。

## 各話リスト
表について
- 週：年度内での放送週の通番。
- 話：年度内での放送回の通番。
- 初回放送日：放送が初めてされたと確認できた日。
- サブタイトル：NHK 番組表や電子番組ガイドに準ずる。ただし、初放送日と再放送で異なる場合、基本的に初放送時のサブタイトルを記載。
- 怪人・テーマ食材・調査対象：番組に準ずる。
- 料理名：公式サイトに掲載されたものに準ずる（例外あり）。
- 挿入歌：番組内で披露される楽曲。太字は初出のもの。
- ED：エンディングテーマ。「負けるな！ふんばれ！クヨッペン」を「A」、「はるかなるぐんぐん」を「B」と表記している。

### 2019年度
| 週 | 話 | 初回放送日     | サブタイトル                              | 怪人                                                                | テーマ食材         | 料理名・調査対象                                        | 挿入歌 | ED |
| -- | -- | -------------- | ----------------------------------------- | ------------------------------------------------------------------- | ------------------ | ------------------------------------------------------- | --- | -- |
| 01 | 01 | 2019年 4月1日  | 新クックルン、誕生！                      | バナナナナナナナーン                                                | -                  | -                                                       | - | -  |
| 01 | 02 | 4月2日         | 私たちがヒーロー?!                        | バナナナナナナナーン                                                | バナナ             | フルーツたっぷり！カステラパフェ                        | マジカルキッチンラボ                                                                                           | -  |
| 01 | 03 | 4月3日         | 出るか?!アユの必殺技                      | タマゴジラ                                                          | たまご             | ブーケサンド                                            | アーユーレディ？キッチン戦隊クックルン                                                                         | -  |
| 01 | 04 | 4月4日         | それゆけ！ダークイーターズ                | -                                                                   | -                  | -                                                       | - | A  |
| 01 | 05 | 4月5日         | たまごでおもしろ大研究！                  | -                                                                   | -                  | カラフルゆでたまご                                      | アーユーレディ？キッチン戦隊クックルン                                                                         | A  |
| 02 | 06 | 4月15日        | フキノスケの変顔                          | ノリノリノーリ                                                      | のり               | のりのりスパゲッティ                                    | マジカルキッチンラボ                                                                                           | -  |
| 02 | 07 | 4月16日        | ヨーグルト怪人と土下座対決だ！            | ヨーグル父さん                                                      | ヨーグルト         | タピオカヨーグルトドリンク                              | アーユーレディ？キッチン戦隊クックルン                                                                         | A  |
| 02 | 08 | 4月17日        | べつのばらスーパースクールの紹介          | セッセトハム太郎                                                    | ハム               | 春色ミルクスープ                                        | マジカルキッチンラボ                                                                                           | -  |
| 02 | 09 | 4月18日        | "ハングリー筋肉体操"＆新コーナー          | -                                                                   | -                  | 週刊しらべタイムズ とうふ                               | - | -  |
| 02 | 10 | 4月19日        | とうふに使われる謎の液体の正体は!?        | -                                                                   | -                  | 週刊しらべタイムズ とうふ                               | マジカルキッチンラボ                                                                                           | -  |
| 03 | 11 | 5月13日        | ミックスビーンズ怪人と…おじさん!?         | デビルビーンズ（ヒヨコンドル・エンドゥーン・インゲニーア） おじさん | ミックスビーンズ   | レインボーサラダ                                        | アーユーレディ？キッチン戦隊クックルン                                                                         | A  |
| 03 | 12 | 5月14日        | アスパラ怪人が空からやってきた！          | アスパラシュート                                                    | アスパラガス       | アスパラのぶた肉まき                                    | アーユーレディ？キッチン戦隊クックルン                                                                         | -  |
| 03 | 13 | 5月15日        | 悩めるフキノスケ                          | ゼラ村チン吾郎                                                      | ゼラチン           | キャロットゼリー                                        | マジカルキッチンラボ                                                                                           | B  |
| 03 | 14 | 5月16日        | クヨッペンパパ、ひとりでがんばるぞ！      | -                                                                   | -                  | -                                                       | - | B  |
| 03 | 15 | 5月17日        | "さんさい"って何だ？                      | -                                                                   | -                  | 週刊しらべタイムズ さんさい                             | - | -  |
| 04 | 16 | 5月27日        | アユのパパ、あらわる！                    | スッパーくん                                                        | うめぼし           | うめしらすごはん                                        | マジカルキッチンラボ                                                                                           | A  |
| 04 | 17 | 5月28日        | アユのママもあらわる！                    | コツブン                                                            | ひきわりなっとう   | ねばねば丼                                              | モチベーション                                                                                                 | B  |
| 04 | 18 | 5月29日        | なにをみじん切りにした怪人でしょう？      | ガリガリガーリックソン                                              | にんにく           | トマトチーズリゾット                                    | マジカルキッチンラボ                                                                                           | -  |
| 04 | 19 | 5月30日        | クヨッペンパパ、こどもの習いごとに悩む    | -                                                                   | -                  | -                                                       | - | B  |
| 04 | 20 | 5月31日        | 食品サンプルはなぜ本物っぽい？            | -                                                                   | -                  | 週刊しらべタイムズ 食品サンプル                         | - | -  |
| 05 | 21 | 6月10日        | 特集！視聴者のお悩み相談にコムギ挑む！    | -                                                                   | -                  | パリパリきゅうり                                        | - | B  |
| 05 | 22 | 6月11日        | 特集！レオンが視聴者の疑問を解決！        | -                                                                   | -                  | カラフルホットケーキ                                    | アーユーレディ？キッチン戦隊クックルン モチベーション                                                          | B  |
| 05 | 23 | 6月12日        | 特集！フキノスケがスイーツ男子に！        | -                                                                   | -                  | フキノスケのマフィン                                    | - | B  |
| 05 | 24 | 6月13日        | 特集！エレメントクイズ＆新曲発表！        | -                                                                   | -                  | -                                                       | スリー・ビンゴーズ・マーチ                                                                                     | -  |
| 05 | 25 | 6月14日        | 特集！クッキンソングスペシャル！          | -                                                                   | -                  | -                                                       | マジカルキッチンラボ スリー・ビンゴーズ・マーチ アーユーレディ？キッチン戦隊クックルン モチベーション          | B  |
| 06 | 26 | 6月24日        | キヌさんの特製流しソーメン                | （不明）                                                            | そうめん           | ひんやりトマトそうめん                                  | スリー・ビンゴーズ・マーチ                                                                                     | -  |
| 06 | 27 | 6月25日        | 誰かにたよられたい！                      | コーンクィーン                                                      | コーン             | コーンシューマイ                                        | モチベーション                                                                                                 | -  |
| 06 | 28 | 6月26日        | 宇宙一ラブリー魔法少女マジカルクリーミー  | マジカルクリーミー キングレオンジ                                   | オレンジ           | まるごとオレンジアイス                                  | モチベーション                                                                                                 | A  |
| 06 | 29 | 6月27日        | クヨッペンとクヨヨ、地球へ！              | -                                                                   | -                  | -                                                       | アーユーレディ？キッチン戦隊クックルン                                                                         | A  |
| 06 | 30 | 6月28日        | メロンのアミアミ模様の秘密を探れ！        | -                                                                   | -                  | 週刊しらべタイムズ メロンのアミメ                       | - | A  |
| 07 | 31 | 7月8日         | クラスメイトのクルンです                  | プリティーパイパインちゃん                                          | パイナップル       | パイナップルポークソテー                                | マジカルキッチンラボ                                                                                           | A  |
| 07 | 32 | 7月9日         | きゅうり怪人とクイズ対決                  | いっきゅうりさん                                                    | きゅうり           | ロミロミサラダ                                          | モチベーション                                                                                                 | A  |
| 07 | 33 | 7月10日        | 怪人オーディションと学級委員会議          | カレーちゃん カレーくん                                             | とりもも肉         | チキンカレーライス                                      | アーユーレディ？キッチン戦隊クックルン                                                                         | -  |
| 07 | 34 | 7月11日        | 新しい必殺技がほしい！                    | -                                                                   | -                  | -                                                       | - | -  |
| 07 | 35 | 7月12日        | きゅうりのトゲトゲは何であるの？          | -                                                                   | -                  | 週刊しらべタイムズ きゅうり                             | モチベーション                                                                                                 | -  |
| 08 | 36 | 8月19日        | 夏だ！自由研究だ！～フキノスケ編～        | -                                                                   | -                  | -                                                       | - | -  |
| 08 | 37 | 8月20日        | 夏だ！自由研究だ！in島根県！              | -                                                                   | -                  | -                                                       | モチベーション                                                                                                 | -  |
| 08 | 38 | 8月21日        | 夏だ！自由研究だ！～アユ編～              | -                                                                   | -                  | -                                                       | - | -  |
| 08 | 39 | 8月22日        | 夏だ！コウさんとコムさんの自由研究！      | -                                                                   | -                  | フルーツの3色白玉                                       | - | -  |
| 08 | 40 | 8月23日        | 夏だ！コウケンテツのつくっちゃお！        | -                                                                   | -                  | えだまめととうもろこしのミニチヂミ                      | - | -  |
| 09 | 41 | 9月2日         | ひとりでできるかな?!アユ編                | かぼっちゃまくん                                                    | かぼちゃ           | モチモチかぼちゃだんご                                  | ツクレ！ツクレ！                                                                                               | -  |
| 09 | 42 | 9月3日         | ひとりでできるかな?!コムギ編              | ギョザギョザくん                                                    | ぶたひき肉         | スティックぎょうざ                                      | スリー・ビンゴーズ・マーチ                                                                                     | A  |
| 09 | 43 | 9月4日         | ひとりでできるかな?!フキノスケ編          | ロングネギーン                                                      | 長ねぎ             | わくわく お好み焼き                                     | モチベーション                                                                                                 | -  |
| 09 | 44 | 9月5日         | クヨッペンの朝はてんてこまい！            | -                                                                   | -                  | わいわいカラフルポップコーン                            | - | B  |
| 09 | 45 | 9月6日         | 野菜の香りがする魚？                      | -                                                                   | -                  | 週刊しらべタイムズ きゅうりのような香りのする魚を探せ！ | ツクレ！ツクレ！                                                                                               | -  |
| 10 | 46 | 9月16日        | フェットチーネ怪人の悩み                  | フェットン スパゲッティーヌ                                         | フェットチーネ     | さけのチーズクリームフェットチーネ                      | 炎のチカラ ヒヒ火!!                                                                                            | A  |
| 10 | 47 | 9月17日        | ミツバ怪人が怒るワケ                      | 緑の三つ葉ぁさん                                                    | みつば             | ささみとみつばのすまし汁                                | マジカルキッチンラボ                                                                                           | A  |
| 10 | 48 | 9月18日        | しめじ怪人、一体何人？                    | わちゃわちゃシメジーズ                                              | しめじ             | きのこたっぷり まぜごはん                               | スリー・ビンゴーズ・マーチ                                                                                     | B  |
| 10 | 49 | 9月19日        | がんばれ！怪人パパ                        | みるみるみるみー かんかんとう ミスターシャッケー クララ             | -                  | -                                                       | 炎のチカラ ヒヒ火!!                                                                                            | -  |
| 10 | 50 | 9月20日        | せんべいは何からできている？              | -                                                                   | -                  | 週刊しらべタイムズ せんべいはなにから作られている？     | - | -  |
| 11 | 51 | 10月14日       | ケチャップ怪人とジェスチャー対決だ！      | チャールズ・ケチャップリン                                          | えび あさり        | フライパンパエリア                                      | 炎のチカラ ヒヒ火!!                                                                                            | -  |
| 11 | 52 | 10月15日       | 何でもパンパンに膨らませる！パウダー怪人  | パウダーかけばばぁ                                                  | ベーキングパウダー | お絵かきむしパン                                        | ツクレ！ツクレ！                                                                                               | A  |
| 11 | 53 | 10月16日       | ふしぎなふしぎなマヨネーズペン            | マヨ姉ぇ                                                            | マヨネーズ         | チキン南蛮風ソテー                                      | スリー・ビンゴーズ・マーチ                                                                                     | B  |
| 11 | 54 | 10月17日       | クヨッペン、地球でおおいに歌う            | -                                                                   | -                  | -                                                       | - | -  |
| 11 | 55 | 10月18日       | しらべ隊の後ろにある食べ物は何だ？        | -                                                                   | -                  | 週刊しらべタイムズ ごま                                 | ツクレ！ツクレ！                                                                                               | -  |
| 12 | 56 | 10月28日       | まんぷくビームが効かない!?                | ブラックたまたまー                                                  | たまねぎ           | かぼちゃのまるごとグラタン                              | おいしいステップ♪                                                                                              | A  |
| 12 | 57 | 10月29日       | とらわれたコムギを救え！                  | ブラックくるくる ブラックたまたまー                                 | くるみ             | ケーキポップ                                            | モチベーション                                                                                                 | -  |
| 12 | 58 | 10月30日       | 二人のピンチを救ったのは？                | ブラックくるくる ブラックたまたまー ブラックシュガシュガー          | さとう             | にぎやかロールずし                                      | マジカルキッチンラボ                                                                                           | -  |
| 12 | 59 | 10月31日       | アロエのハロウィンパーティーで大さわぎ    | -                                                                   | -                  | -                                                       | パプリカ（ゴー！ゴー！キッチン戦隊クックルンバージョン）                                                       | -  |
| 12 | 60 | 11月1日        | りんごが茶色くなるのはなぜ？              | -                                                                   | -                  | 週刊しらべタイムズ りんご                               | おいしいステップ♪                                                                                              | -  |
| 13 | 61 | 11月25日       | どんだけー！美のカリスマがやってきた！    | チュウ・ロス子                                                      | 強力粉             | 焼きチュロス                                            | マジカルキッチンラボ                                                                                           | -  |
| 13 | 62 | 11月26日       | IKKOさん、大根怪人を救う                  | 大根足女                                                            | だいこん           | だいこんもち                                            | おいしいステップ♪                                                                                              | -  |
| 13 | 63 | 11月27日       | IKKOさんのお悩み相談フェスティバル！      | セリッパちゃん                                                      | パセリ             | クックルン風ソーセージ                                  | モチベーション                                                                                                 | A  |
| 13 | 64 | 11月28日       | さようなら、IKKOさん                      | -                                                                   | -                  | コムギのかんたん おとうふパン                           | - | B  |
| 13 | 65 | 11月29日       | 森のバターって何？                        | -                                                                   | -                  | 週刊しらべタイムズ 森のバターとよばれる食べものとは？   | おいしいステップ♪                                                                                              | -  |
| 14 | 66 | 12月9日        | レンコンクイズに答えよう                  | レンコニアン                                                        | れんこん           | ゴロゴロやさいのミネストローネ                          | 炎のチカラ ヒヒ火!!                                                                                            | A  |
| 14 | 67 | 12月10日       | あれ？生姜怪人の姿が見えないぞ!?          | しょうがムカデ怪人・ぬちゃぬちゃべっちょーぬ                        | しょうが           | チューリップローストチキン                              | おいしいステップ♪                                                                                              | A  |
| 14 | 68 | 12月11日       | 9人めのクラスメート、しじみです。         | ハク・リキ子                                                        | はくりき粉         | ジンジャーマンクッキー                                  | トゥインクル・パーティー・ナイト                                                                               | A  |
| 14 | 69 | 12月12日       | コスプレでメリークリスマス！              | -                                                                   | -                  | クックルン特製 おかしの家                               | トゥインクル・パーティー・ナイト                                                                               | -  |
| 14 | 70 | 12月13日       | やきいものおいしい作りかたとは？          | -                                                                   | -                  | 週刊しらべタイムズ さつまいも                           | - | -  |
| 15 | 71 | 2020年 1月20日 | アユ大ピンチ！学校をやめる!?              | ノスタラコダムス                                                    | たらこ             | タラタラムニエル                                        | フライパンでパパンパン                                                                                         | B  |
| 15 | 72 | 1月21日        | アユは間違いだった?!                      | ヌルヌルまゆこちゃん                                                | ぬるま湯           | シーフードグラタンピザ                                  | トゥインクル・パーティー・ナイト                                                                               | -  |
| 15 | 73 | 1月22日        | クックルン史上初！センター交代?!          | はんぺん布団男                                                      | はんぺん           | れんこんのはさみ焼き                                    | フライパンでパパンパン                                                                                         | B  |
| 15 | 74 | 1月23日        | キヌさんの正体                            | -                                                                   | -                  | お絵かき めでたい焼き めでパイ焼き                      | - | -  |
| 15 | 75 | 1月24日        | 木でお弁当箱を作ることができる!?          | -                                                                   | -                  | 週刊しらべタイムズ 木のお弁当箱のひみつとは!?           | フライパンでパパンパン                                                                                         | -  |
| 16 | 76 | 2月17日        | スペシャルトレーニング！ 先生はあのロボ？ | ピスタチ鬼                                                          | ミックスナッツ     | チョコレートバー                                        | トゥインクル・パーティー・ナイト                                                                               | A  |
| 16 | 77 | 2月18日        | マーヴェラス西川のスペシャルトレーニング  | 名探偵コナ                                                          | 粉ざとう           | ホワイトボールクッキー                                  | トゥインクル・パーティー・ナイト                                                                               | -  |
| 16 | 78 | 2月19日        | マーヴェラスグミでパワーアップだ！        | デビルーベリー                                                      | ブルーベリー       | フルーツタルト                                          | おいしいステップ♪                                                                                              | A  |
| 16 | 79 | 2月20日        | クヨッペン、西川さんを探す                | -                                                                   | -                  | -                                                       | - | A  |
| 16 | 80 | 2月21日        | クッキンソングスペシャル！                | -                                                                   | -                  | -                                                       | トゥインクル・パーティー・ナイト フライパンでパパンパン 炎のチカラ ヒヒ火!! ツクレ！ツクレ！ おいしいステップ♪ | -  |
| 17 | 81 | 3月2日         | べつのばら村に巨大ロボット、あらわる！    | -                                                                   | とうふ（もめん）   | キャベツチャンプルー                                    | フライパンでパパンパン                                                                                         | -  |
| 17 | 82 | 3月3日         | 巨大ロボットを操縦しているのはだれ？      | -                                                                   | とうふ（きぬごし） | もちもちブリトー                                        | おいしいステップ♪                                                                                              | -  |
| 17 | 83 | 3月4日         | キヌのおもい、モメンのおもい              | -                                                                   | とうふ（もめん）   | とうふハンバーグ丼                                      | 炎のチカラ ヒヒ火!!                                                                                            | -  |
| 17 | 84 | 3月5日         | モメンの悪の心                            | -                                                                   | とうふ（もめん）   | みそにこみうどん                                        | ツクレ！ツクレ!!                                                                                               | B  |
| 17 | 85 | 3月6日         | モメンを救え！まんぷくビーム！            | -                                                                   | とうふ（もめん）   | みそにこみうどん                                        | マジカルキッチンラボ                                                                                           | -  |

### 2020年度
OP曲は同じだが、映像が変わっている。同年度4話から、モメンのクックルン姿も映し出されている。
| 週 | 話 | 初回放送日     | サブタイトル                                   | 怪人 | テーマ食材       | 料理名・調査対象                                                   | 挿入歌 | ED |
| -- | -- | -------------- | ---------------------------------------------- | --- | ---------------- | ------------------------------------------------------------------ | --- | -- |
| 01 | 01 | 2020年 3月30日 | べつのばらスーパースクールへようこそ！         | あっかんべーコング | ベーコン         | 菜の花のすごもりたまご                                             | フライパンでパパンパン | -  |
| 01 | 02 | 3月31日        | 先輩の変身が見たい！                           | ワカメ亀 | わかめ           | かいそうまぜまぜサラダ                                             | モチベーション | B  |
| 01 | 03 | 4月1日         | おまたせしました。先輩がクックルンに変身します | ショック！パン兄弟（パン太、パン次郎、パン蔵、パン吉、パン兵衛、パン左衛門） | 食パン           | ハートのフレンチトースト                                           | トゥインクル・パーティー・ナイト | -  |
| 01 | 04 | 4月2日         | 俺たちダークイーターズ                         | ショートケーキおばけ ララーメン かきーなちゃん こめゆうしゃ サラダバー怪人 にくにくにく たまごきょうりゅう トンカツガッツ | -                | -                                                                  | - | A  |
| 01 | 05 | 4月3日         | モメンと木綿豆腐でお料理！                     | - | -                | てづくり どうふ とうふ たこ焼き                                    | マジカルキッチンラボ | A  |
| 02 | 06 | 4月13日        | はるかなるぐんぐん論争                         | 押忍押忍くん | 酢               | コロコロカレーポテトサラダ                                         | おいしいステップ♪ | -  |
| 02 | 07 | 4月14日        | モメン、体育教師になる                         | 緑玉男 | グリンピース     | まめごはんのさんかくおにぎり                                       | みんないっしょにぱにゃにゃんだー！ | -  |
| 02 | 08 | 4月15日        | ぶらぶらしてるソーセージ怪人                   | ブラブラブーラくん | ソーセージ       | おかずマフィン                                                     | トゥインクル・パーティー・ナイト | -  |
| 02 | 09 | 4月16日        | みんなワンチーム！ラグビー対決だ！             | - | -                | -                                                                  | - | -  |
| 02 | 10 | 4月17日        | 編集ティーフの意外な事実                       | - | -                | 週刊しらべタイムズ いちご                                          | みんないっしょにぱにゃにゃんだー！ | -  |
| 03 | 11 | 6月1日         | キヌセレクション(1) 包丁を使いこなそう         | - | -                | レインボーサラダ チキンカレーライス                                | アーユーレディ？キッチン戦隊クックルン | B  |
| 03 | 12 | 6月2日         | キヌセレクション(2) うまく割れるかな？         | - | -                | ねばねば丼 カラフルゆでたまご                                      | モチベーション | B  |
| 03 | 13 | 6月3日         | キヌセレクション(3) フキノスケ？ダーク？       | - | -                | フキノスケのマフィン                                               | - | B  |
| 03 | 14 | 6月4日         | キヌセレクション(4) コウさんとお菓子作り       | - | -                | 焼きチュロス フルーツの3色白玉                                     | マジカルキッチンラボ | -  |
| 03 | 15 | 6月5日         | キヌセレクション(5) 歌って！踊って！           | - | -                | -                                                                  | マジカルキッチンラボ 炎のチカラ ヒヒ火!! フライパンでパパンパン ツクレ！ツクレ！ トゥインクル・パーティー・ナイト みんないっしょにぱにゃにゃんだー！ | B  |
| 04 | 16 | 6月15日        | キヌセレクション(6) お菓子でお絵かき！         | - | -                | お絵かきむしパン ジンジャーマンクッキー                            | ツクレ！ツクレ！ トゥインクル・パーティー・ナイト | B  |
| 04 | 17 | 6月16日        | キヌセレクション(7) AIコムギ・モメン登場       | - | -                | ハートのフレンチトースト                                           | モチベーション トゥインクル・パーティー・ナイト | B  |
| 04 | 18 | 6月17日        | キヌセレクション(8) 必殺技のヒミツ？           | - | -                | うめしらすごはん                                                   | マジカルキッチンラボ | -  |
| 04 | 19 | 6月18日        | キヌセレクション(9) 実は家でも作れるアレ       | - | -                | コムギのかんたん おとうふパン                                      | アーユーレディ？キッチン戦隊クックルン | B  |
| 04 | 20 | 6月19日        | キヌセレクション(10) キヌ・モメン尽くし！      | - | -                | とうふ たこ焼き                                                    | マジカルキッチンラボ | B  |
| 05 | 21 | 6月29日        | 何度も何度もやってくるバゲット怪人             | バゲッターZ バゲッターZターボ バゲッターZターボふぁいなる バゲッターZターボふぁいなるスーパー バゲッターＺターボふぁいなるスーパーウルトラ バゲッターＺターボふぁいなるスーパーウルトラミラクルワンダフル超絶すごいカッコイイ | バゲット         | まるごとバゲットサンド                                             | マジカルキッチンラボ | -  |
| 05 | 22 | 6月30日        | 伏線について考えよう（1）                      | イリーヌ | いちご           | いちごミルクのふわふわムース                                       | 夢みるキャラメリゼ | B  |
| 05 | 23 | 7月1日         | 伏線について考えよう（2）                      | あぶらかたぶーらー | サラダ油         | ポークカツレツ                                                     | スリー・ビンゴーズ・マーチ | A  |
| 05 | 24 | 7月2日         | なんで大人になると忘れちゃうんだろう           | - | -                | -                                                                  | - | -  |
| 05 | 25 | 7月3日         | アスパラガスは元気いっぱい?!                   | - | -                | 週刊しらべタイムズ アスパラガス                                    | 夢みるキャラメリゼ | -  |
| 06 | 26 | 7月13日        | トマト怪人がでっかくなっちゃった！             | トントントメイト | トマト           | トマトとたまごのふんわりいため                                     | 昨日の明日 | A  |
| 06 | 27 | 7月14日        | にんじん怪人となす怪人のぼやき漫才             | キャロットーン エッグプラトーン | にんじん         | にんじんクッキー                                                   | 昨日の明日 | -  |
| 06 | 28 | 7月15日        | 子どもに好かれたいナス怪人                     | エッグプラトーン | なす             | なすとミートソースのかさね焼き                                     | 昨日の明日 | -  |
| 06 | 29 | 7月16日        | クヨッペンの理想と現実                         | - | -                | -                                                                  | うま うま うまーい!! なぞなぞソング | A  |
| 06 | 30 | 7月17日        | アユとフキノスケがともぐい?!                   | - | -                | 週刊しらべタイムズ さんさい アユ                                   | - | -  |
| 07 | 31 | 8月24日        | 夏だ！全力だ！シャーベットを作ろう！           | - | -                | ミニアメリカンドッグ 全力シャーベット                              | - | B  |
| 07 | 32 | 8月25日        | 夏だ！全力だ！旬の食べものはどれだ？           | - | -                | パリパリコーンスナック                                             | - | -  |
| 07 | 33 | 8月26日        | 夏だ！全力だ！巻きずしでクイズ！               | - | -                | ひとくちミニカステラ                                               | - | -  |
| 07 | 34 | 8月27日        | 夏だ！全力だ！クッキングソングを歌おう！       | - | -                | チョコバナナクロワッサン                                           | 昨日の明日 夢みるキャラメリゼ | -  |
| 07 | 35 | 8月28日        | 夏だ！全力だ！箸を使いこなそう！               | - | -                | ハムチーズブリトー                                                 | - | -  |
| 08 | 36 | 9月7日         | わりおか市で、すごい人たちに会っちゃった       | - | -                | ひんやり水ゼリー                                                   | パンパカパン！キッチン戦隊クックルン | A  |
| 08 | 37 | 9月8日         | アユとアズキのまんぷくビーム！                 | ハニーはちばり | はちみつ         | バーベキューポーク                                                 | モチベーション | -  |
| 08 | 38 | 9月9日         | コムギとマロンのまんぷくビーム！               | たまねぎ夫人 | あじ             | お花そぼろごはん                                                   | サカナカマ | B  |
| 08 | 39 | 9月10日        | ありがとう、先輩のクックルン！                 | パパくん | パイナップル     | パイナップルマカロニサラダ                                         | おいしいステップ♪ | -  |
| 08 | 40 | 9月11日        | ひっろ～い牧場で乳しぼり！                     | - | -                | 週刊しらべタイムズ ぎゅうにゅう                                    | サカナカマ | -  |
| 09 | 41 | 9月21日        | クラスで劇をやることになりました               | ネバネバオクーラ ネバネバナメーコ | オクラ なめこ    | オクラとなめこのねばねばパスタ                                     | おいしいステップ♪ | A  |
| 09 | 42 | 9月22日        | コムギ、まだまだ悩む                           | キリキュウリ | きゅうり         | みそだれ中華そば                                                   | のっけてフェスティバル | A  |
| 09 | 43 | 9月23日        | アユも悩む                                     | ドレミソラシド | みそ             | ピーナツ香るタンタンそうめん                                       | のっけてフェスティバル | -  |
| 09 | 44 | 9月24日        | みんなで“桃太郎”をやってみた                   | - | -                | 手打ちうどん                                                       | - | -  |
| 09 | 45 | 9月25日        | ニワトリを調査！不思議な色のたまごの味は？     | - | -                | 週刊しらべタイムズ ニワトリ                                        | のっけてフェスティバル | -  |
| 10 | 46 | 10月19日       | みんなの手をよごすしょうゆ怪人                 | ししししょうゆ | さつまいも       | さつまいものかきあげ丼                                             | のっけてフェスティバル | A  |
| 10 | 47 | 10月20日       | 空からパン粉がふってきた！                     | パンパンパーン ちいパン粉 | パン粉           | コロコロかぼちゃコロッケ                                           | 炎のチカラ ヒヒ火!! | -  |
| 10 | 48 | 10月21日       | 仕事を探すバター怪人                           | バッタバターン | さば             | さばサンド                                                         | サカナカマ | A  |
| 10 | 49 | 10月22日       | “パパくさい”にクヨッペン大ショック！           | - | -                | 手づくりポテトチップス                                             | - | B  |
| 10 | 50 | 10月23日       | おいしいクリをさがしだせ！                     | - | -                | 週刊しらべタイムズ くり                                            | のっけてフェスティバル | -  |
| 11 | 51 | 11月2日        | ねらえ！100万“いいね”                          | ブロッ子ドットシーオードットジェーピー | ブロッコリー     | さけとブロッコリーのマヨあえ                                       | サカナカマ | -  |
| 11 | 52 | 11月3日        | フキノスケ、なやむ                             | うっす田そっす | きのこ           | きのこたっぷりハヤシライス                                         | フライパンでパパンパン | -  |
| 11 | 53 | 11月4日        | たべものナゾナゾにちょうせん！                 | アップルチック | -                | ホットレモネード                                                   | うま うま うまーい!! なぞなぞソング | -  |
| 11 | 54 | 11月5日        | フキノスケ、がんばる                           | アップルチック | りんご           | さくさくアップルパイ                                               | 夢みるキャラメリゼ | -  |
| 11 | 55 | 11月6日        | オーブンから手作り！アウトドアでピザ           | - | -                | -                                                                  | - | -  |
| 12 | 56 | 11月30日       | 怪人だってテレワーク!?                         | クリモートチーズ | クリームチーズ   | しましまチーズケーキ                                               | 夢みるキャラメリゼ | A  |
| 12 | 57 | 12月1日        | たまご怪人カラをわる                           | たまごっちゃん たまごっちゃんママ （不明） | たまご           | ふわふわパンケーキ                                                 | トゥインクル・パーティー・ナイト | -  |
| 12 | 58 | 12月2日        | さくれつ！プープー攻撃                         | イモプー （不明） アルミーニャ | さつまいも       | まるごとスイートポテト                                             | のっけてフェスティバル | -  |
| 12 | 59 | 12月3日        | クヨッペンが動画でブレイク!?                   | - | -                | なんちゃってソフトクリーム                                         | のっけてフェスティバル | A  |
| 12 | 60 | 12月4日        | アウトドアで極上スイーツ                       | - | -                | 手作りバウムクーヘン                                               | - | -  |
| 13 | 61 | 12月14日       | かっこいい名前をつけてみた                     | イタリアン パスターズ スパゲリアン（西園寺光彦） ペンネリアン（月泉ルナ） マカロニアン（西園寺快斗） 烏丸廉太郎 | じゃがいも       | ニョッキのクリームチーズソース                                     | マジカルキッチンラボ | -  |
| 13 | 62 | 12月15日       | とうとうカブはぬけました                       | MC.KABU （不明） | かぶ             | かぶのコトコトポトフ                                               | 炎のチカラ ヒヒ火!! | A  |
| 13 | 63 | 12月16日       | クラッカーばんざい！                           | クラクラくん | クラッカー       | チキンのクラッカー焼き                                             | トゥインクル・パーティー・ナイト | A  |
| 13 | 64 | 12月17日       | ひらめき！ピーカンパイ                         | - | -                | ミニミニピーカンパイ                                               | - | A  |
| 13 | 65 | 12月18日       | 釣って食べて調べよう！ワカサギ                 | - | -                | 週刊しらべタイムズ ワカサギ                                        | - | -  |
| 14 | 66 | 2021年 1月18日 | キヌさん、怪人にねらわれる!?                   | ペッパー警部補 | こしょう         | うつわごと食べられるクラムチャウダー                               | 炎のチカラ ヒヒ火!! | -  |
| 14 | 67 | 1月19日        | シナモン危機一髪                               | ノビノビール | ピザ用チーズ     | えびのクリームスパゲッティグラタン                                 | チキチキッチン | -  |
| 14 | 68 | 1月20日        | 世界がまっ白になっちゃった！                   | ミルクピカソ | ぎゅうにゅう     | 焼きクリームコロッケ                                               | チキチキッチン | A  |
| 14 | 69 | 1月21日        | クヨちゃんお宝をさがす                         | - | -                | -                                                                  | - | -  |
| 14 | 70 | 1月22日        | 作っておいしい！昔ながらの五平餅               | - | -                | 週刊しらべタイムズ 五平餅                                          | チキチキッチン | -  |
| 15 | 71 | 2月1日         | どりょくで変身!?美少女アユ                     | マジカルクリーミー | 生クリーム       | なめらか生チョコプリン                                             | おいしいステップ♪ | B  |
| 15 | 72 | 2月2日         | “プリティー”ってむずかしい                     | マジカルホイッピー | ホイップクリーム | ベリーベリーシュークリーム                                         | チキチキッチン | -  |
| 15 | 73 | 2月3日         | ドレミで対決！ファソラシフォン                 | ファソラシフォン | ココアパウダー   | ココアシフォンケーキ                                               | のっけてフェスティバル | A  |
| 15 | 74 | 2月4日         | ときめき！チョコレートアレンジ                 | - | -                | ビスナッツチョコレート スティックチョコレート びっくりチョコレート | - | A  |
| 15 | 75 | 2月5日         | ほりおこせ！なが～い“ながいも”                 | - | -                | 週刊しらべタイムズ ながいも                                        | チキチキッチン | -  |
| 16 | 76 | 3月1日         | ダンスdeクックルン！                           | - | -                | バナナスカッシュ                                                   | チキチキッチン 昨日の明日 のっけてフェスティバル サカナカマ モリモリ！ぬくもりあったかソング                                                         | -  |
| 16 | 77 | 3月2日         | さらわれたキヌさん                             | ブロッコジーZ | ブロッコリー     | お花のピザトースト                                                 | のっけてフェスティバル | -  |
| 16 | 78 | 3月3日         | コレクターXのねらい                            | ニーラカンス | にら             | ふんわり水ぎょうざ                                                 | チキチキッチン | -  |
| 16 | 79 | 3月4日         | モメンの作戦                                   | アッサリーちゃん ペッパー警部補（回想） | あさり           | あさりと野菜のバターしょうゆむし                                   | フライパンでパパンパン | A  |
| 16 | 80 | 3月5日         | みんなのおたよりラボ                           | - | -                | あんことフルーツのロールサンド                                     | - | A  |
| 17 | 81 | 3月15日        | フキノスケの新たな必殺技                       | レッドパープリン クエンキッド 中華戦隊チャイニージャー | カレー粉         | チキンのスパイシーライス                                           | フライパンでパパンパン | A  |
| 17 | 82 | 3月16日        | たすけにあらわれた友だち                       | 中華戦隊チャイニージャー サンシャインマン | たまご           | 黄金チャーハン                                                     | ツクレ！ツクレ！ | A  |
| 17 | 83 | 3月17日        | アユVSダークアユ                               | ダークアユ | キャベツ         | ロールキャベツ                                                     | 昨日の明日 | -  |
| 17 | 84 | 3月18日        | 宇宙船の爆発まで あと１分です                  | - | スモークサーモン | カラフルケーキずし                                                 | チキチキッチン | A  |
| 17 | 85 | 3月26日        | それぞれの道へ                                 | - | -                | カラフルケーキずし                                                 | トゥインクル・パーティー・ナイト | -  |

#### なつかしのクックルン
| 週（代）   | 放送日         | サブタイトル                                   | 放送された回 |
| ---------- | -------------- | ---------------------------------------------- | ------------ |
| 1（初代）  | 2020年 5月11日 | なつかしのクックルン～初代初登場回！～         | 2013年度01話 |
| 1（初代）  | 5月12日        | なつかしのクックルン～セージに異変？！～       | 2014年度53話 |
| 1（初代）  | 5月13日        | なつかしのクックルン～バニラ、キッチンへ！～   | 2014年度13話 |
| 1（初代）  | 5月14日        | なつかしのクックルン～テツandトモが村へ～      | 2014年度72話 |
| 1（初代）  | 5月15日        | なつかしのクックルン～石垣島ロケ企画！～       | 2013年度43話 |
| 2（2代目） | 5月18日        | なつかしのクックルン～2代目初登場回！～        | 2015年第01話 |
| 2（2代目） | 5月19日        | なつかしのクックルン～あの歌に！あのセリフ！～ | 2016年度83話 |
| 2（2代目） | 5月20日        | なつかしのクックルン～ミール、キッチンへ！～   | 2016年度08話 |
| 2（2代目） | 5月21日        | なつかしのクックルン～ゴスペラーズ熱唱!? ～    | 2016年度74話 |
| 2（2代目） | 5月22日        | なつかしのクックルン～ロケ企画！ビンゴーズ！～ | 2016年度31話 |
| 3（3代目） | 5月25日        | なつかしのクックルン～3代目初登場の回！～      | 2017年度01話 |
| 3（3代目） | 5月26日        | なつかしのクックルン～小学生の常識ですよ～     | 2017年度12話 |
| 3（3代目） | 5月27日        | なつかしのクックルン～サクラ、キッチンへ～     | 2017年度87話 |
| 3（3代目） | 5月28日        | なつかしのクックルン～加藤一二三さんが！～     | 2018年度46話 |
| 3（3代目） | 5月29日        | なつかしのクックルン～キャンプ料理ロケ！～     | 2018年度32話 |

### 特集など
夏だ！（2019年8月19日 - 23日放送）
べつのばらスーパースクールの夏休みの自由研究「自分の特技を伸ばす」として、フキノスケはドジョウ、アユは島根県の日本一の食べ物（シジミ）について調べ、コムギは料理がもっと上手になるために料理研究家のコウケンテツに教わりにいった。
なつかしのクックルン（2020年5月11日 - 29日放送）
新型コロナウイルス感染症の世界的流行により本番組の収録が中断したことに伴い、過去の放送から選りすぐりの回が放送された。
キヌセレクション（2020年6月1日 - 5日、15日 - 19日放送）
キヌが過去の放送から選んだ「激オシ回」を紹介した。
うし年だよ！お正月スペシャル（2021年1月2日放送）
クックルンの4人がレオンからのお年玉を賭けてすごろくで勝負した。タコについても調べた。さらにクヨッペンも実写パートで初登場した。すごろくの優勝者はコムギだったが、貰ったお年玉はレオンの自撮り画像がプリントされたカレンダーであった。料理はフルーツ大福とローストビーフを作った。